# Johannes Schaaf (Mediziner, 1898)
Johannes Schaaf (* 8. Dezember 1898 in Wittenberg; † nicht ermittelt) war ein deutscher Tierarzt und Hochschullehrer.

## Leben und Werk
Johannes Schaaf studierte nach dem Schulabschluss Veterinärmedizin und promovierte 1924 zum Dr. med. vet. 1936 wurde er nach erfolgter Habilitierung Privatdozent für das Fach Tierseuchenlehre, Veterinärhygiene und animalische Nahrungsmittelhygiene an der Universität Gießen. Als Abteilungsvorsteher an dem veterinärhygienischen und Tierseucheninstitut der Universität Gießen wurde ihm 1936 vom Reichswirtschaftsminister die Dozentur für das Fach Tierseuchenlehre, Veterinärhygiene und animalische Nahrungsmittelhygiene verliehen. Zum 1. Dezember 1937 wurde er mit der Leitung des Staatlichen Veterinär-Untersuchungsamtes in Arnsberg beauftragt. Er stieg zum Oberregierungs-Veterinärrat und Direktor auf und organisierte den dortigen Erweiterungsbau. Seine Dozententätigkeit in Gießen setzte er weiter fort und wurde dort 1941 zum außerordentlichen Professor ernannt. Im Zweiten Weltkrieg war er 1942 bei der Regierung Krakau im besetzten Polen tätig.
Seine Forschungsschwerpunkte waren Lebensmittelhygiene und Tierseuchenbekämpfung wie zum Beispiel die ansteckende Leukose des Huhns.

## Schriften (Auswahl)
- (mit B. Lampe): Zur Biologie der Trichinelle. In: Zentralblatt für Veterinärmedizin, März 1958.
- Technik und Zuverlässigkeit der mikroskopischen Diagnose der Tollwut. In: Zentralblatt für Veterinärmedizin Reihe B, März 1968.
- (mit E. Schaal): Erfahrungen und Erfolge bei der Sanierung von Rinderbeständen mit Q-Fieber. In: Zentralblatt für Veterinärmedizin Reihe B, November 1969.

## Auszeichnungen
- 1964: Großes Bundesverdienstkreuz